# 알루드라
알루드라는 큰개자리에 있는 별이다. 바이어 명명법으로는 큰개자리 에타로 읽는다. 1943년 이후 이 별의 스펙트럼은 다른 항성들의 분광형을 정할 때 참고로 하는 기준점의 역할을 하고 있다.
이 항성의 이름은 아랍어 عذرا(알-아드라)에서 유래한 말로, ’처녀‘라는 의미이다. 알루드라는 아다라(큰개자리 엡실론), 웨젠(큰개자리 델타), 큰개자리 오미크론2(타니흐 알 아드자리)과 함께 알 아다라(ألعذاري, 처녀)로 불렸다.
동아시아의 별자리에서 알루드라는 정수에서 호시(弧矢, 활과 화살)에 속한 별 중 하나이다. 호시의 구성원은 큰개자리 에타, 큰개자리 델타, HD 63032, HD 65456, 고물자리 오미크론, 마르케브, 큰개자리 엡실론, 큰개자리 카파, 고물자리 파이이다. 여기서 큰개자리 에타는 궁시이(弧矢二, 궁시에서 두 번째 별)가 된다.

## 물리적 특징
알루드라는 태양보다 10만 배나 밝기 때문에 지구에서 멀리 떨어져 있음에도 밝게 보인다. 알루드라의 분광형은 B5 la로 청색 초거성에 속한다. Jerzykiewicz의 연구결과에 따르면 알루드라의 밝기는 태양의 17만 6천 배, 지름은 태양의 80배이다. 그러나 반지름을 태양의 56배, 광도는 태양의 10만 배로 낮춰 잡는 논문도 있어 정확한 값은 통일되어 있지 않다. 알루드라의 나이는 830만 년으로 태양에 비하면 얼마 되지 않으나, 질량이 크기 때문에 항성 진화가 상당 부분 진척된 상태로 실질적으로 이 별은 일생의 끝 단계에 와 있다. 알루드라는 바깥 대기층이 확장되는 단계에 있으며 이대로 진화 과정이 심화되면 적색 초거성이 될 것이다. 다만 이미 적색 초거성 단계를 지나쳤을 가능성도 있다. 어느 경우라도 관계없이 지금부터 수백만 년 내로 알루드라는 초신성으로 일생을 마칠 것이다.
알루드라는 백조자리 알파형 변광성으로 분류되며 겉보기 밝기는 4.7일 주기로 2.38에서 2.48까지 변한다.